# Ульяшино
Улья́шино (бел. Ульяшына) — деревня в составе Ректянского сельсовета Горецкого района Могилёвской области Республики Беларусь.
Главной достопримечательностью является родник под названием Сапегова криница. Ключи существовали еще с давних времен, били через дорогу, где сегодня находится колонка. В 1700-х гг. образовалась деревня Ульяшино и находилась немного выше современной. В 1924 г. деревню начали переселять на хутора. В 1939 г. хутора переносили обратно, туда, где сейчас находится деревня. Один начальник по имени Лазарь жил немного ниже и уговорил землеустроителя, чтобы разрешил ему строить здесь. Мужчина, который жил на хуторе возле деревни Холмогоры, переселился сюда в низину недалеко от начальника Лазаря. Этого мужчину звали Сапега, в честь которого и названа криница. Глубина, где бьют ключи, большая, туда мог провалиться конь с повозкой. В наши дни добрые люди ее облагородили и привели в порядок. Криница освящена священником.

## Население
- 1999 год — 102 человека
- 2010 год — 58 человек